# Albanchez
Albanchez község Spanyolországban, Almería tartományban. Lakosainak száma 682 fő (2024).

## Földrajza
Albanchez Arboleas, Cóbdar, Líjar, Lubrín és Cantoria községekkel határos.

## Népesség
A település lakosságának változását az alábbi diagram mutatja:
| Lakosok száma | 575  | 697  | 660  | 815  | 823  | 772  | 796  | 741  | 726  | 682  |
|               | 2001 | 2004 | 2006 | 2009 | 2011 | 2014 | 2016 | 2019 | 2021 | 2024 |